# Alantsilodendron villosum
Alantsilodendron villosum là một loài thực vật có hoa trong họ Đậu. Loài này được (R.Vig.) Villiers miêu tả khoa học đầu tiên.